# Vicente Urrabieta

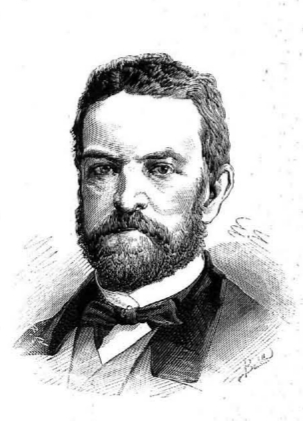
Retrato de Urrabieta.

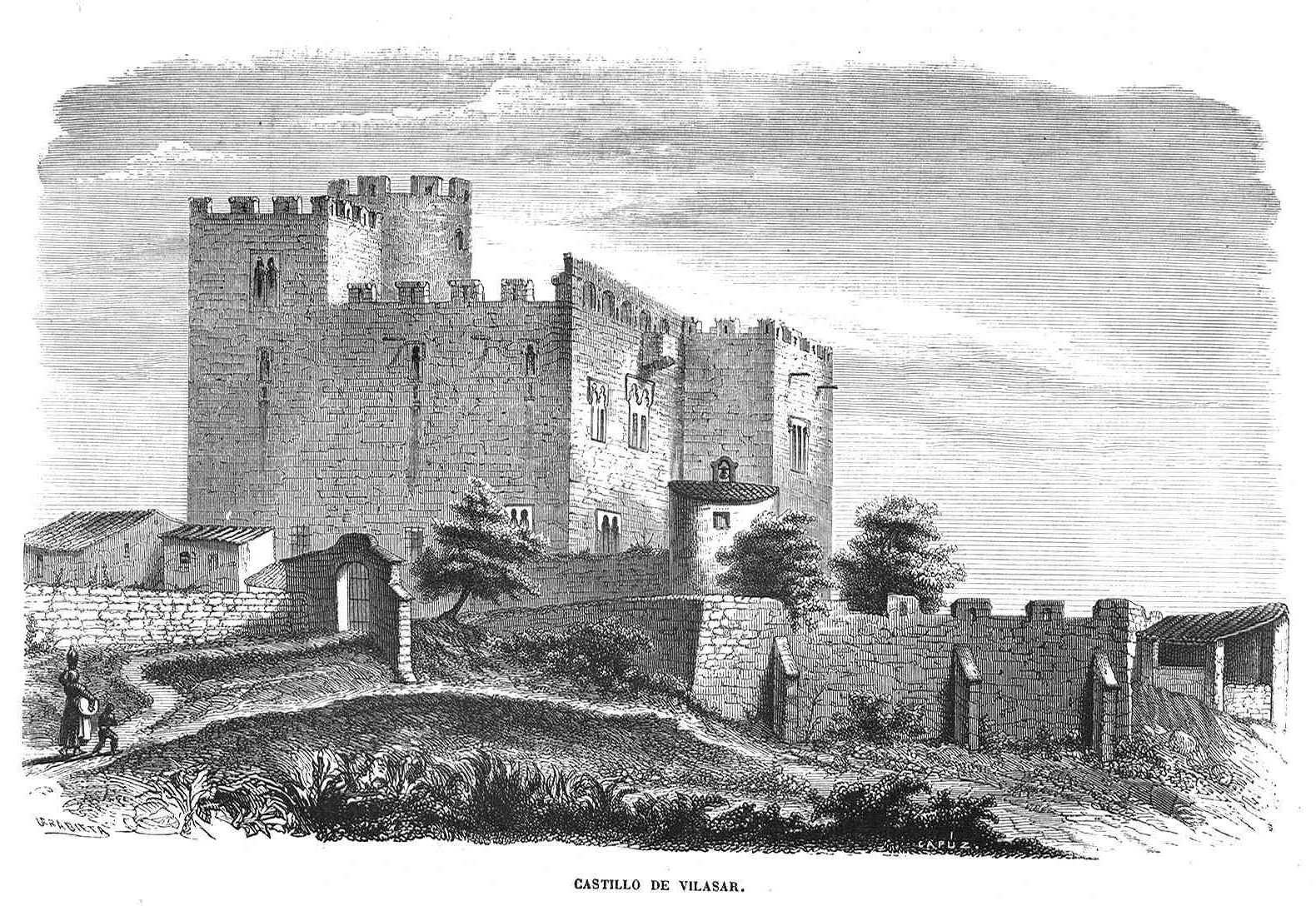
Castillo de Vilasar, en El Museo Universal, enero de 1857.

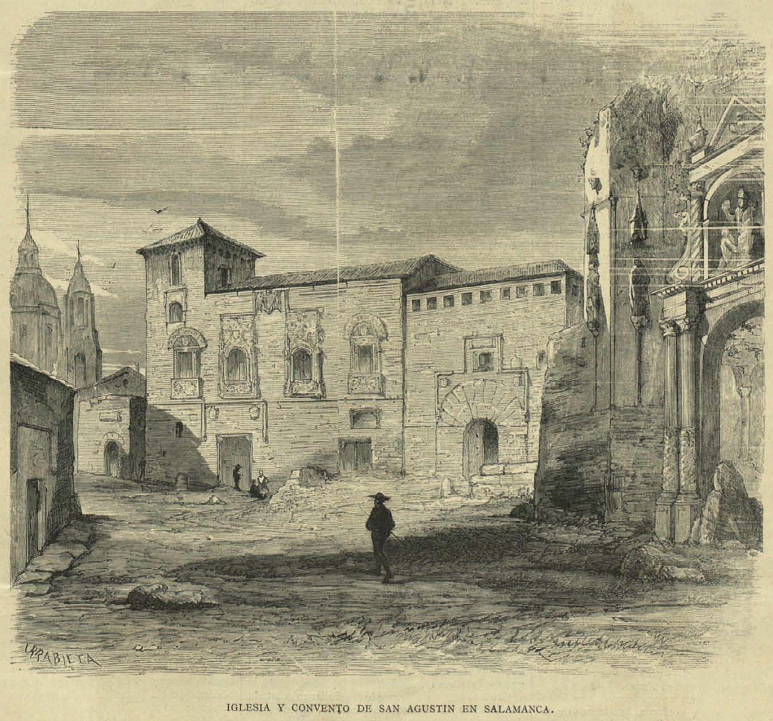
Iglesia y convento de San Agustín en Salamanca, republicado en La Ilustración Católica en 1882, después de la muerte de Urrabieta.

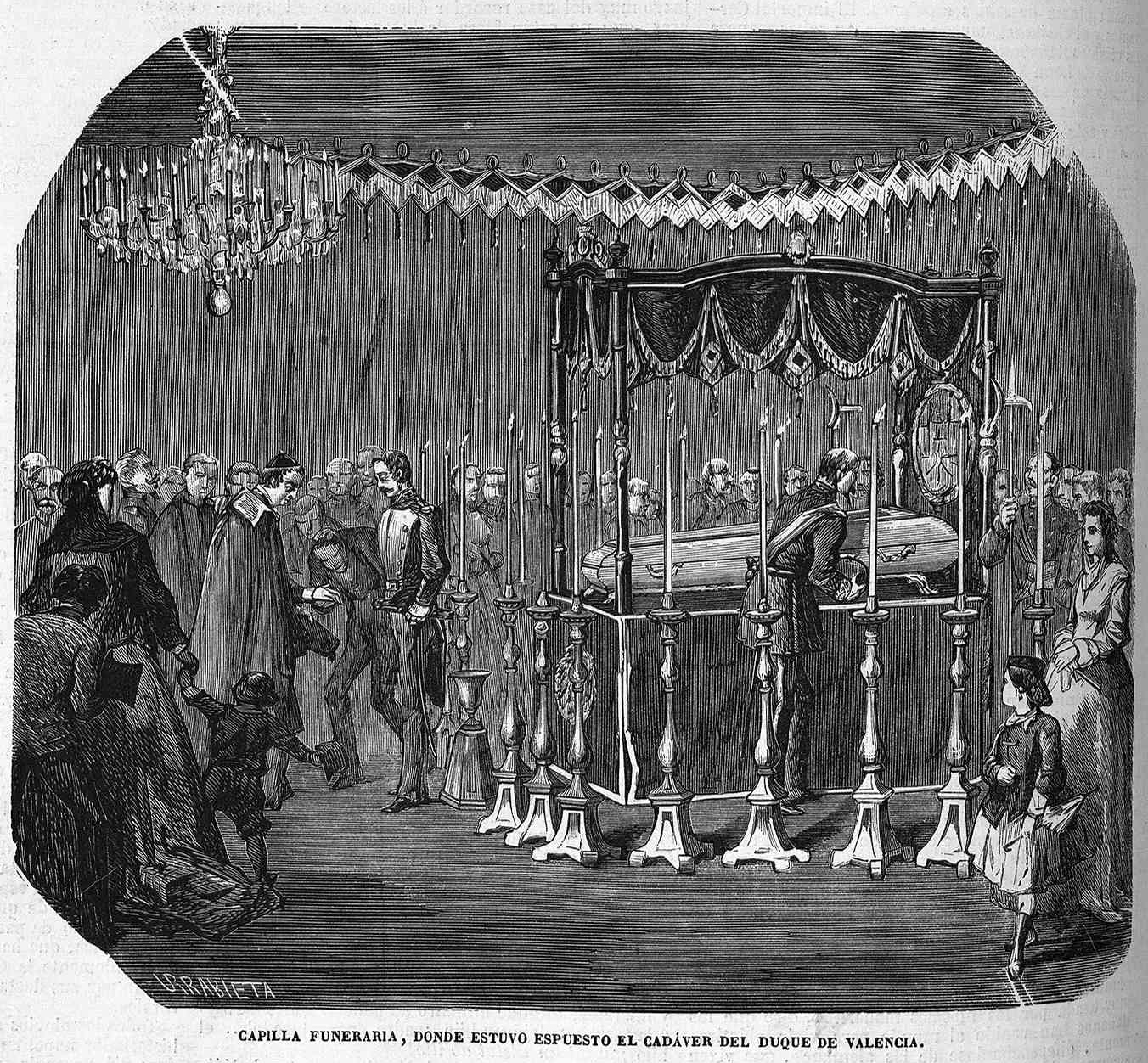
Grabado de la capilla funeraria de Ramón María Narváez, publicado el 2 de mayo de 1868 en El Museo Universal; el general murió el 23 de abril.

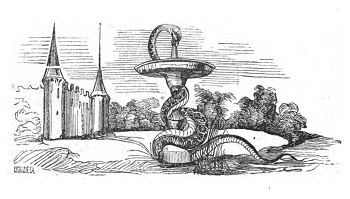
Ilustración de Urrabieta para la novela Matilde, ó, Memorias sacadas de la historia de las cruzadas, en una edición de 1847 de la imprenta y librería de Gaspar y Roig.

Vicente Urrabieta y Ortiz (1813/23 - 1879) fue un dibujante, litógrafo e ilustrador español, padre del también artista Daniel Urrabieta Vierge.

## Biografía
Nació en Bilbao o Madrid en el primer cuarto del siglo xix. Urrabieta se dio a conocer pronto como hábil dibujante, ilustrando la conocida novela Matilde o Las Cruzadas, que por entonces publicó la editorial Gaspar y Roig. Consolidó su reputación artística colaborando con ilustraciones en el Semanario Pintoresco Español y desempeñando la parte ilustrada de las Escenas Matritenses, de Mesonero Romanos, de la popular obra de Wenceslao Ayguals de Izco, María o de La hija de un jornalero, entre otras. La revista La Ilustración, le contó entre sus más activos colaboradores, además de participar en Álbum Pintoresco, El Siglo Pintoresco, Museo de las Familias, El Artista, La Ilustración Española y Americana, La Risa, La Educación Pintoresca, La Aurora de la Vida o La Lectura para Todos.
En 1851 hizo su primer viaje a Francia e Inglaterra, donde estudió los progresos de la litografía, uno de sus procedimientos preferidos. A su regreso a España emprendió la publicación de la novela de Mariano José de Larra El doncel de don Enrique el doliente, ilustrada con litografías. Esta colaboración, en la que Urrabieta puso grandes esperanzas, fracasó, según se dice por la mala administración de la persona a quien se confió la gestión económica. También realizó numerosas ilustraciones de la Historia de Cataluña y de la Corona de Aragón de Víctor Balaguer, publicada entre 1869 y 1863, entre ellas la del frontispicio, un trabajo conjunto con el grabador Roca. También aparecieron ilustraciones suyas en distintas publicaciones parisinas, ciudad en la que terminó residiendo. En 1872 trabajó como corresponsal de Le Monde Illustré para la tercera guerra carlista. En aquel año también apareció algún dibujo suyo de esta contienda en La Ilustración Española y Americana. Tuvo el título de caballero de la Orden de San Fernando.
Falleció el 26 de diciembre de 1879 en París. A su entierro, que tuvo lugar en el cementerio de Montparnasse, asistieron Fernández de los Ríos, distintos periodistas franceses y españoles y representantes de distintas casas editoriales. Tuvo tres hijos, fruto de su matrimonio en 1845 con Juana Vierge —mujer de origen francés— todos ellos también dedicados a la ilustración: Daniel —conocido en el mundo artístico por su apellido materno, «Vierge»—, Samuel —que trabajó en un taller de cromolitografía de París— y Dolores.
Fue descrito por Francesc Fontbona como «un clásico de la ilustración romántica en el estado español» y en 1904 se afirmó que en su momento fue considerado en España como uno de los ilustradores más «efectivos» del país.